# Raja Bell
Pour les articles homonymes, voir Bell.
Raja Bell, né le 19 septembre 1976 à Saint Croix aux Îles vierges américaines, est un joueur professionnel de basket-ball américain. Il mesure 1,96 m pour 93 kg, joue au poste d'arrière ou ailier, et est réputé pour son tir à trois points ainsi que pour sa bonne défense.

## Biographie
Il joue dans l'équipe universitaire des Golden Panthers de l'Université internationale de Floride mais n'est pas drafté en 1999. Il signe un contrat le 2 août 2000 avec les Spurs de San Antonio mais ne joue pas avec eux. Il trouve ensuite un contrat avec les 76ers de Philadelphie à la fin de la saison 2001 et réussit de bonnes prestations en play-offs. Il joue avec les Sixers la saison 2001-2002. Le 1er octobre 2002, Bell signe un contrat avec les Mavericks de Dallas pour lesquels il est souvent titulaire. Il joue ensuite deux saisons au Jazz de l'Utah avant de rejoindre les Suns de Phoenix. Aux Suns il est titulaire et marque 14,7 points de moyenne sur la saison 2005-2006.
Il est transféré des Suns de Phoenix vers les Bobcats de Charlotte le 10 décembre 2008 avec Boris Diaw et Sean Singletary contre Jason Richardson et Jared Dudley.
Bell est transféré à Golden State le 16 novembre 2009 avec Vladimir Radmanović contre Stephen Jackson et Acie Law.
Le 14 juillet 2010, Raja Bell signe un contrat de trois ans et 10 millions de dollars avec le Jazz de l'Utah.